# Efekt Cheerios

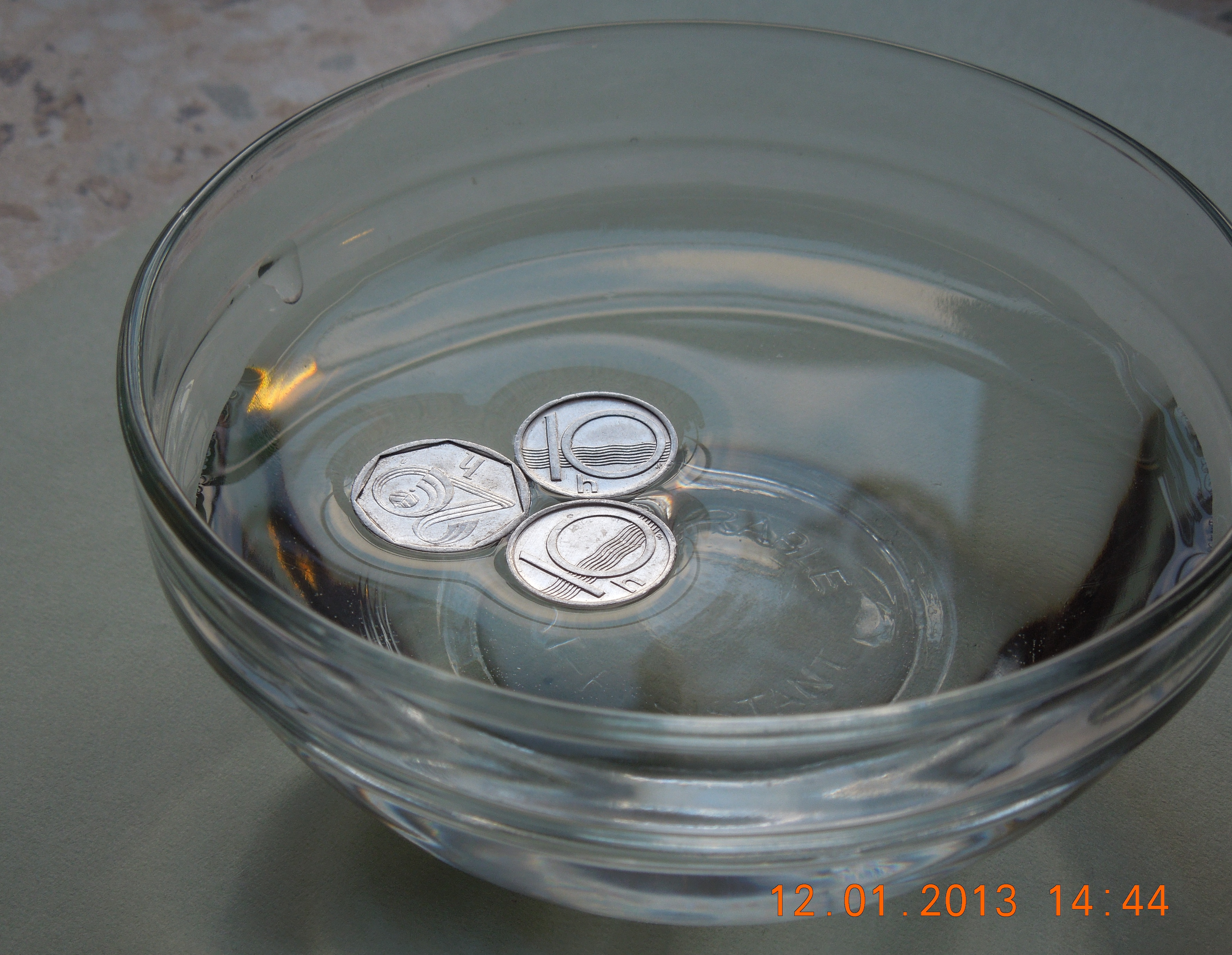
Efekt dla monet.

Efekt Cheerios – tendencja niewielkich, pływających przedmiotów do przyciągania się do siebie i do ścianek naczynia.
Typowym przykładem są płatki śniadaniowe, które „zlepiają” się ze sobą w misce mleka; stąd też przyjęta nazwa zjawiska. Efekt wynika z napięcia powierzchniowego.